# Bernard Baudoux
 (mars 2016).
Si vous disposez d'ouvrages ou d'articles de référence ou si vous connaissez des sites web de qualité traitant du thème abordé ici, merci de compléter l'article en donnant les références utiles à sa vérifiabilité et en les liant à la section « Notes et références ».
Pour les articles homonymes, voir Baudoux.
Bernard Baudoux,  né le 31 mai 1928 à Soissons et mort le 11 avril 2024 à Monségur, est un fleurettiste français. 

## Biographie
Né à Soissons en 1928 son père lui laisse le choix entre la musique ou l'escrime. Il préféra les touches au fleuret à celles du piano. 
De 1936 à 1942, Maître Clément lui inculque à force de leçons une solide technique et le goût de la lutte. Il gagne en 1943 son premier titre national en cadet. Pensionnaire pendant la guerre, à Juilly chez les oratoriens, à 25 km de Paris, il part un dimanche à l'aube, à vélo le long des voies ferrées, arrive à la gare du Nord, tire et gagne le championnat de France cadet et revient le soir même pour la prière du soir. On lui pardonne d'avoir raté la messe.
En 1945 il quitte les murs austères mais chaleureux de son collège pour les bancs inhospitaliers des grands lycées parisiens. Il concilie difficilement les rudes études préparatoires et l'entraînement. Au plastron du Maître Lacaze il affine son jeu et s'endurcit face à Jacques Lataste qui ne le ménage pas. Rapidement il se frotte aux meilleurs sous les vénérables gradins du gymnase Huyghens. Il gagne les championnats de France des moins de 20 ans en 1946 et se distingue devant les Italiens aux Jeux Universitaires de Paris en 1947 puis à Budapest en terre communiste en 1949. De 1949 à 1952 il est élève ingénieur à l’Agro de Montpellier, mais le soleil, la liberté et la plage perturbent son entraînement. Il remporte quelques titres universitaires individuels et tous les titres nationaux par équipes aux côtés de Christian d'Oriola. 
En 1953 c'est le mariage avec Jacqueline son amie de toujours et pour toujours. Ils emménagent à Troyes. Ingénieur agronome il devient charbonnier et se saisit sans honte de la fourche qu'il troque le week-end pour le fleuret. Le vent, la poussière, le  froid, les clients et la volonté du Maître Père lui forgent un solide caractère. Deux années plus tard le fleuret électrique vient bousculer les hiérarchies, il intègre l'équipe de France. Après une défaite historique due à une inadaptation du matériel, l’équipe de France de fleuret se ressaisit pour l'individuel et Bernard Baudoux se retrouve en finale en compagnie de Christian d'Oriola, Claude Netter et Jacques Lataste. Il termine 6e après avoir concédé 3 victoires à ses équipiers. 
En 1956 il gagne les Championnats de France après un barrage contre d'Oriola et Netter, est sélectionné pour les Jeux olympiques d'été de 1956 à Melbourne où il remporte la médaille d'argent par équipes.
En 1957 c'est encore une finale des championnats du monde et en 1958 c'est le titre en équipe et une médaille de bronze en individuel. 
En 1959 une grave opération met fin à sa carrière sportive si l’on excepte un retour tardif dans l'équipe de France en 1962.

### Palmarès
- 1946 Champion de France individuel des moins de 20 ans au fleuret
- 1955 Finaliste des championnats du monde individuels de fleuret à Rome
- 1956 Champion de France de fleuret individuel
- 1956 Équipier médaille d'argent aux JO de Melbourne
- 1957 Finaliste des championnats du monde par équipes de fleuret à Paris
- 1958 Équipier champion du monde de fleuret à Philadelphie
- 1958 Médaille de bronze aux championnats du monde individuels de fleuret